# Невала, Паули
Паули Лаури Невала (фин. Pauli Lauri Nevala; 30 ноября 1940, Похья, Уусимаа — 20 июня 2025) — финский метатель копья, олимпийский чемпион 1964 года.

## Спортивная биография
Паули Невала родился в 1940 году в Похья.
16 июля 1963 года в Хельсинки установил рекорд Финляндии — 86,33 м, что было всего на 41 см хуже мирового рекорда итальянца Карло Льеворе, установленного двумя годами ранее.

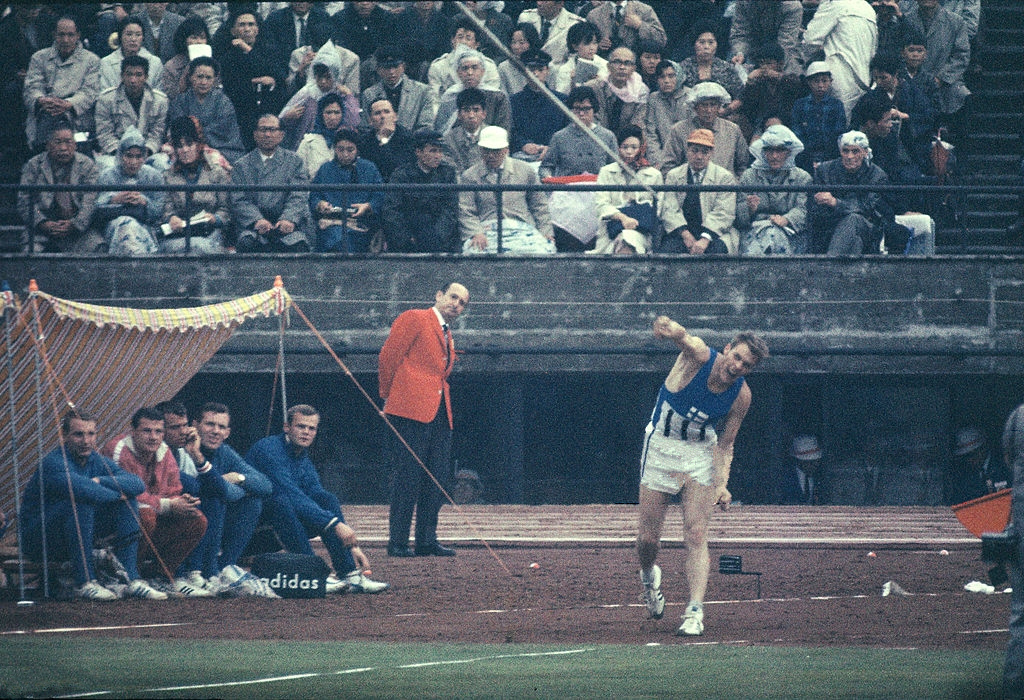
Невала метает копьё на Олимпийских играх в Токио. 14 октября 1964 года

На Олимпийских играх 1964 года в Токио 23-летний Невала рассматривался как один из претендентов на награды. В квалификации он показал шестой результат (74,19 м). Неожиданностью стало непопадание в олимпийский финал норвежца Терье Педерсена, который в июле и сентябре 1964 года дважды бил мировой рекорд и стал первым в истории спортсменом, метнувшим копьё за 90 метров (91,72 м). В Токио Педерсен в квалификации метнул только на 72,10 м. В финале после трёх попыток Невала шёл только четвёртым (78,39 м). Но в четвёртой попытке он метнул на 82,66 м и вышел в лидеры. Последние две попытки Невалы были неудачными, но результата в четвёртой попытке хватило для победы. Гергей Кульчар из Венгрии отстал на 34 см, а занявший третье место Янис Лусис проиграл Невале более 2 метров.
На чемпионате Европы 1966 года Невала был близок к медали, но остался четвёртым (80,36 м), проиграв всего 18 см бронзовому призёру Кульчару.
В 1968 году принял участие в Олимпийских играх в Мехико, но не сумел пройти квалификацию, метнув только на 77,90 м (для выхода в финал надо было метать на 1,5 метра дальше).
В 1969 году смог побить личный рекорд, впервые метнув копьё за 90 метров — 91,40 м. В том же году завоевал серебро на чемпионате Европы в Афинах, метнув копьё на 89,58 м (золото выиграл Янис Лусис с результатом 91,52 м). Позднее Невала признался, что его прорыв в результатах в конце 1960-х произошёл благодаря приёму анаболических стероидов, которые не были запрещены в то время.
В 1970 году Невала регулярно метал копьё за 90 метров. 6 сентября в Хельсинки он метнул на 92,64 м, что было всего на 6 см хуже мирового рекорда Йормы Киннунена, установленного в июне 1969 года.
Карьера Невалы фактически была завершена после серьёзной травмы плеча, полученной в апреле 1971 года на соревнованиях в Кот-д’Ивуаре.
Умер 20 июня 2025 года в возрасте 84 лет.